# Lagos de Montcasau
Los lagos de Montcasau (en occitano estanhs de Montcasau) son un conjunto de dos lagos de origen glaciar situados a 2100 m s. n. m., en el municipio de Alto Arán, en la comarca del Valle de Arán (Lérida, España). 
Los lagos de Montcasau tienen una extensión de 2 ha cada uno de ellos y una profundidad de 3 a 4 metros, están situados en la cabecera del río Rencules, afluente del río Valarties. Los lagos están rodeados por picos como el Tuc de Salana (2483 m) o el Tuc de Saslòsses (2530 m). En la cabecera del río Rencules se encuentran también los lagos de Saslòsses y el lago de Ribereta de Abajo y lago de Ribereta de Arriba.
Cerca de los lagos transcurre el sendero de gran recorrido GR-11.